# Hampton (Florida)
Hampton város az USA Florida államában. Lakosainak száma 432 fő (2020. április 1.).

## Népesség
A település népességének változása:

| 2010 | 500 |
| 2020 | 432 |